# Paulo Roberto (futsal)
Pour les articles homonymes, voir Paulo Roberto.
Marqués  Roris est un nom espagnol. Le premier nom de famille, en général paternel, est Marqués ; le second, en général maternel, souvent omis, est Roris.
Paulo Roberto Marqués Roris, né le 12 août 1967 à Rio de Janeiro, est un joueur de futsal d'origine brésilienne et international espagnol.
Paulo Roberto débute le futsal épisodiquement à l'adolescence à Brésil. Il s'y attache assidument à partie de 1985, recruté en section jeunes par l'équipe de Grajaú. Il s'y forme et débute au niveau professionnel à Flamengo en 1987. Il est rapidement recruté par Enxute deux mois plus tard. En 1988, il joue pour Tigres-Joinville, Bangu et Embarco. Un ami l'envoie alors à sa place faire un essai de six mois en Espagne, au sein du club de Marsanz Torrejon. Ce dernier l'engage et Paulo Roberto découvre le Championnat d'Espagne durant trois saisons avec cette équipe, remportant un Coupe d'Espagne et terminant meilleur buteur du Championnat. Il est ensuite recruté par Redislogar Madrid avec un nouveau titre de meilleur buteur de División de Honor. Après deux années, il rejoint ElPozo Murcia dont il devient un joueur majeur, intègre l'équipe nationale espagnole et où son palmarès se garnit. Paulo Roberto et son équipe remportent le Championnat 1997-98, deux nouvelles Coupes nationales, une Supercoupe d'Espagne en 1995 ainsi que la Coupe d'Europe des vainqueurs de coupe en 2003. Durant cette période, ils perdent aussi plusieurs finales contre l'Interviu dans le Classico du futsal espagnol.
Au niveau international, Paulo Roberto totalise 63 sélection avec l'équipe d'Espagne et remporte les premiers titres de l'histoire de la sélection : deux Coupes d'Europe en 1996, dont il est élu meilleur joueur, et 2001 ainsi qu'une Coupe du monde en 2000.
Évoluant au poste de pivot, Paulo Roberto est considéré comme l'un des meilleurs joueurs de futsal de l'histoire. Habile balle au pied, il est reconnu pour ses dribbles et ses qualités de buteurs mais aussi pour sa combativité.

## Biographie

### Débuts au Brésil
Enfant, Paulo Roberto n'est jamais loin d'un ballon de football,. Il rêve de devenir le buteur de son équipe de football favorite, Vasco de Gama, et de suivre les traces de son idole, Roberto Dinamita. Il joue dans les rues du quartier Meier à Rio de Janeiro mais aussi dans la maison familiale avec son frère Luis Carlos.
En août 1979, âgé de douze ans, Paulo accompagne son frère à la rencontre de futsal entre son école et le Marabú. Paulo Roberto dispute le match pour équilibre l'écart d'âge avec l'adversaire et se fait repérer par l’entraîneur adverse, qui l'enrôle dans son équipe. Paulo monte en catégorie alevín, infantil et cadete mais ne prend pas l'entraînement au sérieux et se retrouve sans équipe.
Un matin d'hiver 1985, un ami lui propose de faire un essai au sein de son équipe qui cherche du monde, Grajaú, qui le recrute tout de suite. Au cours de sa deuxième année de juvenil, Paulo remporte la Ligue, termine meilleur buteur et est retenu dans l'équipe de Rio de Janeiro pour championnat national des sélections. Paulo évolue ensuite pour Flamengo, Enxute, Tigre Joinville -où il rencontre Chico Lins, Celso et Marcos Sorato- Bangú et Embraco, où il est sous les ordres d'un des entraîneurs les plus influents de sa carrière, Ricardo Lucena.

### Arrivée en Espagne
À la fin de l'année 1988, à 21 ans, traverse l'océan Atlantique pour aller faire un essai de six mois en Espagne, au Penzoil Marsanz Torrejón, à la place d'un ami,. Il se souvient en 2009 : « Des représentants de Marsanz sont allés au Brésil voir un de mes amis, Robson, et ils lui ont proposé de venir en Espagne. Il a décidé de ne pas accepter la proposition car il venait de signer pour une équipe de Sao Paulo et voulait réussir au Brésil. J'ai profité du refus de Robson de me proposer, et finalement je suis venu en Espagne ». Il rejoint le pays de son grand-père paternel mais que son père ne connaissait pas,  dans un championnat pas encore professionnel. « J'étais le premier Brésilien de Marsanz ; le reste des joueurs étaient de la ville. Nous nous entraînions trois jours par semaine, maximum, et nous voyagions le jour même du match » ajoute-t-il.
Paulo Roberto dispute son premier match avec sa nouvelle équipe à partir de 1989. Marsanz remporte la Coupe nationale en 1992, tournoi dont il est nommé le meilleur joueur. Le joueur devient la référence d'un sport qui vit son premier âge d'or à la fin du XXe siècle et au début du XXIe siècle avec lui comme étendard.
Paulo Roberto rejoint alors le Redislogar Madrid. Après deux saisons, le club le laisse partir à condition de ne pas rejoindre le voisin Interviu qui le sollicite.

### Trophées avec ElPozo
En 1994, Paulo Roberto s'engage donc avec ElPozo Murcia. Il possède alors déjà la nationalité espagnole. Le joueur devient la star qui promeut le futsal en Espagne. Les enfants le regardent dans les émissions sportives, à la fois à la télévision espagnole et, plus tard, sur les chaînes privées récemment lancées. « C'est le phénomène marketing qu'a connu le Futsal », déclare en 2014 Javier Lozano, président de la LNFS.
L'Atlético de Madrid, club professionnel de football alors président par Jesús Gil, le sollicite mais Manolo García, à la tête d'El Pozo, le convainc de ne pas quitter le futsal,. L'Interviu souhaite aussi le recruter plusieurs fois,.
Le 7 juin 2005, pivot et capitaine d'ElPozo Murcia, Paulo Roberto annonce sa retraite des terrains après la finale de championnat perdue contre le Boomerang Interviú.

### En équipe nationale
En 1991, Paulo Roberto est naturalisé espagnol et trois ans plus tard, il fait ses débuts internationaux en équipe d'Espagne de futsal.
Avec la sélection ibérique, il gagne d'abord un tournoi à quatre nations à Madrid contre la Belgique, les Pays-Bas et l'Italie.
Paulo Roberto décide de représenter l'Espagne au niveau international, plutôt que son pays natal dont l'équipe nationale a alors remporté les trois premières Coupes du monde FIFA. Il l'explique en 2020 : « Il y avait plusieurs raisons. Le principal était les liens qui m'unissaient à ce pays. Mon grand-père était de Vigo, ma femme est espagnole… Mais il y avait aussi une raison sportive. Je voulais aspirer au maximum et je me sentais très à l'aise en Espagne, et à cette époque il y avait une règle non écrite dans l'équipe brésilienne : seuls les joueurs qui restaient dans le championnat du pays jouaient. Ceux de l'extérieur n'existaient pas ».
Paulo Roberto dispute sa première compétition internationale à l'occasion du premier Championnat d'Europe en 1996, disputé à domicile en Espagne, à Cordoue. Il double la mise pour la Roja lors du match d'ouverture contre la Belgique (2-1) puis ouvre le score dans la seconde rencontre du premier tour face aux Pays-Bas (2-2). En demi-finale contre l'Italie, le pivot réalise un doublé (4-1). Lors de la finale face à la Russie, Paulo Roberto inscrit le but qui le marque le plus durant sa carrière. À la suite de l'égalisation adverse à une minute de la mi-temps, il prend la balle au coup d'envoi, élimine toute l'équipe adverse dont le gardien et redonne l'avantage à l'Espagne (2-1, victoire 5-3). Paulo Roberto est élu meilleur joueur de la compétition.
Paulo Roberto est sélectionné pour la Coupe du monde 2000 au Guatemala. Il inscrit un doublé contre les Pays-Bas (7-0) dans le dernier match de poule. Il égalise ensuite à 1-1 en demi-finale face à la Russie (3-2). L'Espagne bat le Brésil en finale (4-3).
L'Espagne et son attaquant enchaîne en remportant le Championnat d'Europe de futsal de l'UEFA 2001.
Paulo Roberto prend sa retraite internationale l'année suivante. Avec l'équipe espagnole, Paulo Roberto dispute 63 matchs, remportant deux Coupes d'Europe et une Coupe du monde.

### Reconversion
À sa retraite des terrains, Paulo Roberto reste au  ElPozo Murcia dont il intègre l'organigramme en tant que directeur sportif de l'équipe,. Son passage en tant que manager coïncide avec des succès de l'équipe. En quatre saisons comme directeur sportif, les Murciens remportent trois championnats, perdant en finale contre l'Interviu en 2007-08. Au terme de la saison 2008-09, Paulo quitte son poste sur ce troisième sacre, pour des raisons inconnues et à la surprise de beaucoup de personne.
Il crée son campus « Paulo Roberto » et devient commentateur de matchs de futsal.
En 2019, il devient directeur général du CF Intercity Crevillent Futsal basé à Alicante, et prend en charge le projet sportif.
En avril 2023, Paulo Roberto devient directeur/vice-président du Jiimbee Cartagena, club rival d'ElPozo Murcie qui lui vaut un accueil mitigé.

## Style de jeu
Paulo Roberto évolue au poste de pivot,.
Il est réputé pour ses talents de buteur et ses dribbles dont il entendait « "Il ne sait sortir du dribble qu'à gauche". Et c'était vrai. Je n'ai jamais eu beaucoup de dribbles, mais je les ai faits mieux que quiconque. C'est pourquoi je me suis toujours éclipsé ». Comparé à Ricardinho et Falcao, deux autres joueurs majeurs de sa fin de carrière, Paulo Roberto déclare : « Les manœuvres de Ricardinho et Falcao visent à créer et générer du jeu. Je n'avais que le but en tête et mes dribbles n'avaient qu'un seul objectif, le but, même si cela m'a également permis de donner de nombreuses passes décisives. Mais le but était différent ».

## Palmarès
Presque exclusivement avec ElPozo Murcia, Paulo Roberto remporte un Championnat d'Espagne en 1997-98, quatre Coupes nationales (deux à Torrejón), une Supercoupe d'Espagne (1995) et une Coupe d'Europe des vainqueurs de coupe (2003),,. Il déclare : « J'aurais pu gagner plus de titres, mais je suis tombé sur Interviú », club qui bat son équipe en finale plusieurs fois. Son équipe est aussi troisième lors du Championnat d'Europe des clubs 1999 à Moscou dont il est élu meilleur pivot.
Avec l'équipe nationale espagnole, Paulo Roberto remporte deux Coupes d'Europe en 1996, dont il est élu meilleur joueur[réf. nécessaire], et 2001 ainsi qu'une Coupe du monde en 2000,,.
Paulo Roberto est cinq fois meilleur buteur du championnat d'Espagne, (89/90 avec Marsanz Torrejón, 92/93 avec Redislogar Cotransa puis 96/97, 2000/01 et 2002/03 avec ElPozo Murcia Turística), le seul joueur à un tel exploit. Il détient le deuxième meilleur total de buts en une saison (72 en 2000-01, derrière les 77 de Martín en 1993-94). Paulo Roberto détient le record de buts en un match (neuf buts contre Sol Fuerza en 1997). En 2004, il reçoit la médaille d'or de l'Ordre Royal du Mérite Sportif du roi Juan Carlos. En août 2019, pour les trente ans de la LNFS, Paulo Roberto est élu meilleur pivot de l'histoire de la LNFS et fait donc partie de l'équipe-type de l'organisation, aux côtés de Javi Rodríguez, Kike Boned, Luis Amado et Ricardinho,.
| Avec l'Équipe d'Espagne                                                                                             | En club | Individuel |
| --- | --- | --- |
| - Coupe du monde FIFA (1) - Champion : 2000 - Finaliste : 1996 - Championnat d'Europe (2) - Champion : 1996 et 2001 | - Coupe des champions européens - Troisième : 1999 - Coupe d'Europe des vainqueurs de coupe (1) - Vainqueur : 2003 - Championnat d'Espagne (1) - Champion : 1997-98 - Vice-champion : 2002-03, 2003-04, 2004-05 - Coupe d'Espagne (4) - Vainqueur : 1992, 1994 (Marsanz), 1995, 2003 - Finaliste : 1994, 2002, 2007, 2009 - Supercoupe d'Espagne (1) - Vainqueur : 1995 | - Championnat d'Europe - Meilleur joueur : 1996 - Championnat d'Espagne (5) - Meilleur buteur : 1989-90 (Marsanz), 1992-93 (Redislogar) puis 1996-97, 2000-01 et 2002-03 |

## Statistiques
Paulo Roberto passe 17 saisons en première division espagnole, au cours desquelles il inscrit plus de 600 buts,.
Avec l'équipe espagnole, Paulo Roberto dispute 63 matchs.